# Body Alchemy
Body Alchemy: Transsexual Portraits es un libro de 1996 que recopila fotografías y escritos de Loren Cameron. Documenta el proceso de transición y la vida cotidiana del autor y otros hombres trans.

## Recepción
Body Alchemy: Transsexual Portraits recibió muchos elogios por su retrato íntimo pero respetuoso de los hombres trans, y ganó dos veces el Premio Literario Lambda en 1996.   Sigue siendo un hito en el tema de la documentación FTM y un libro referenciado en otros trabajos sobre transexualidad.